# Sekirn

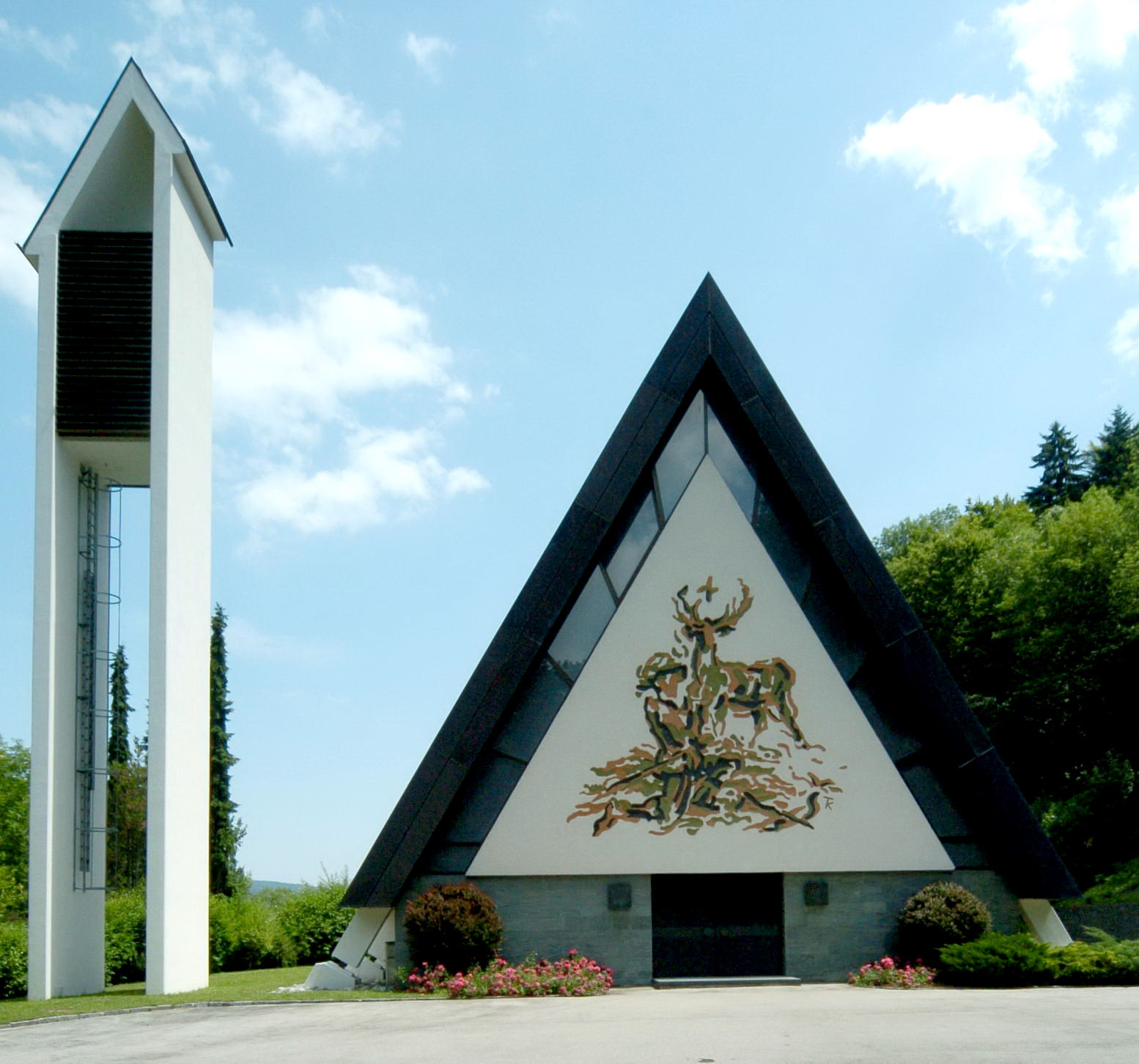
Filialkirche Sankt Hubertus

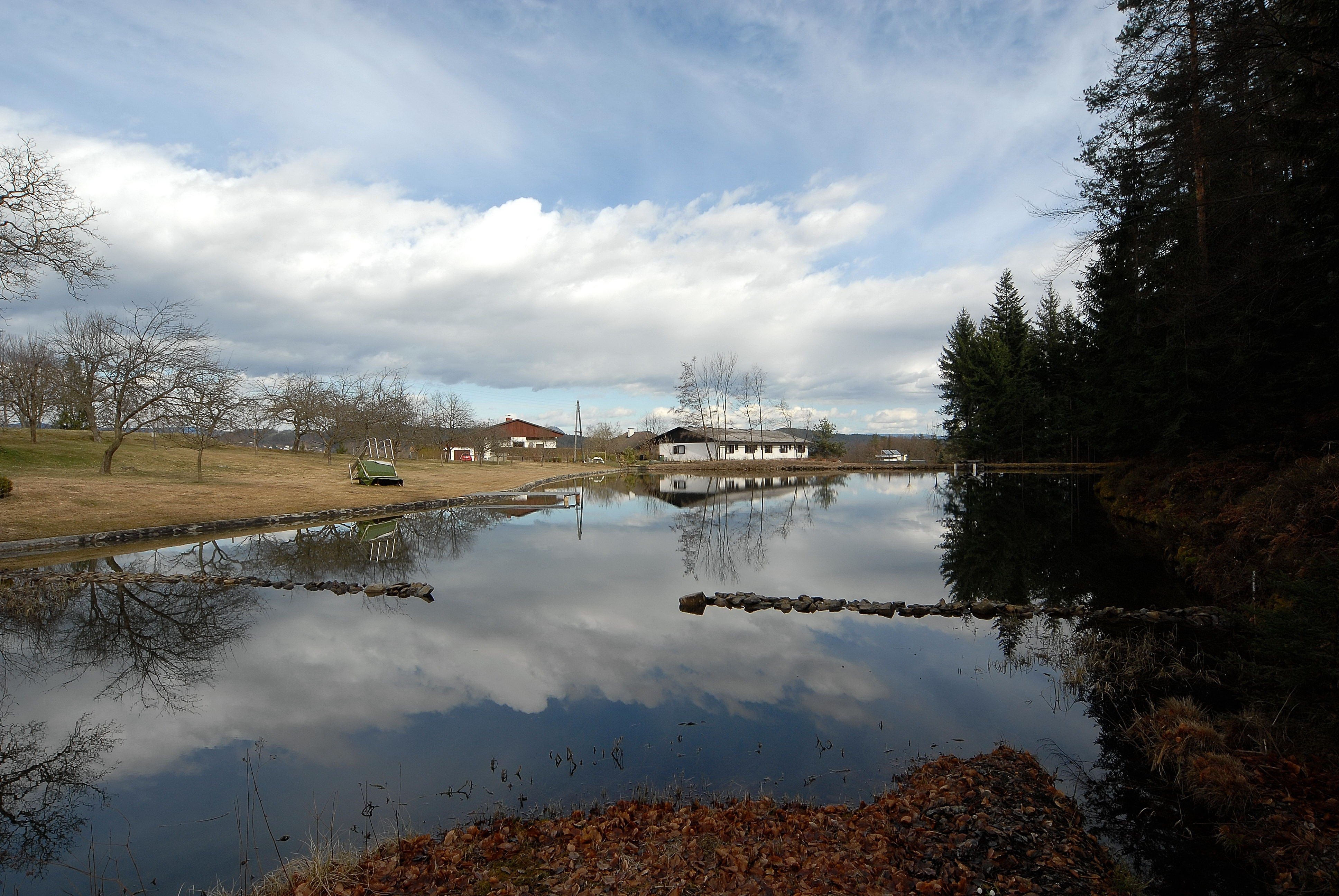
Vorfrühlingsstimmung an einem der Teiche in Sekirn

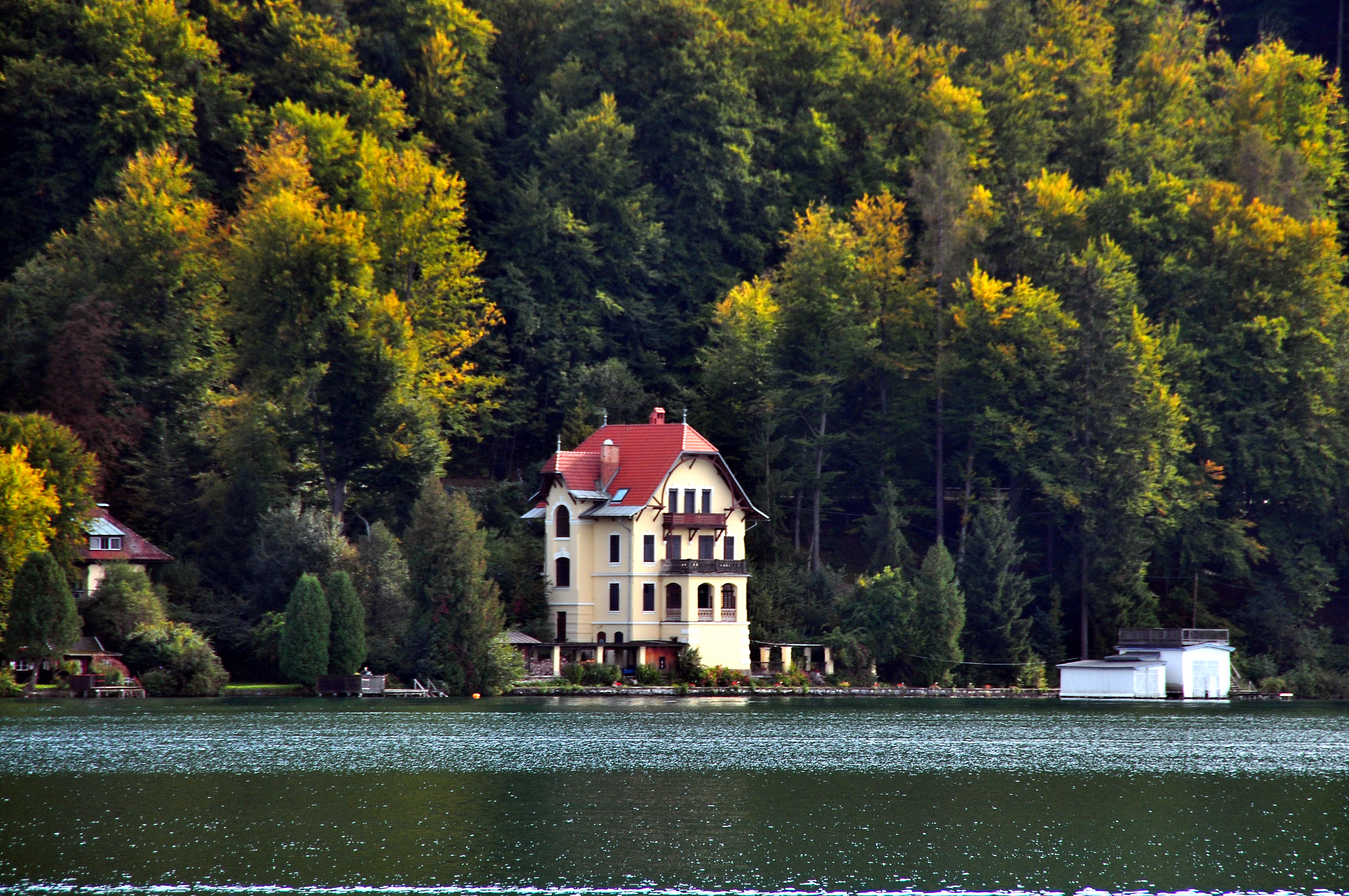
Villa Siegel, Gustav Mahlers Sommerresidenz in Sekirn

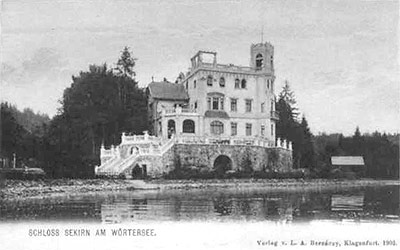
Schloss Sekirn, Postkarte 1909

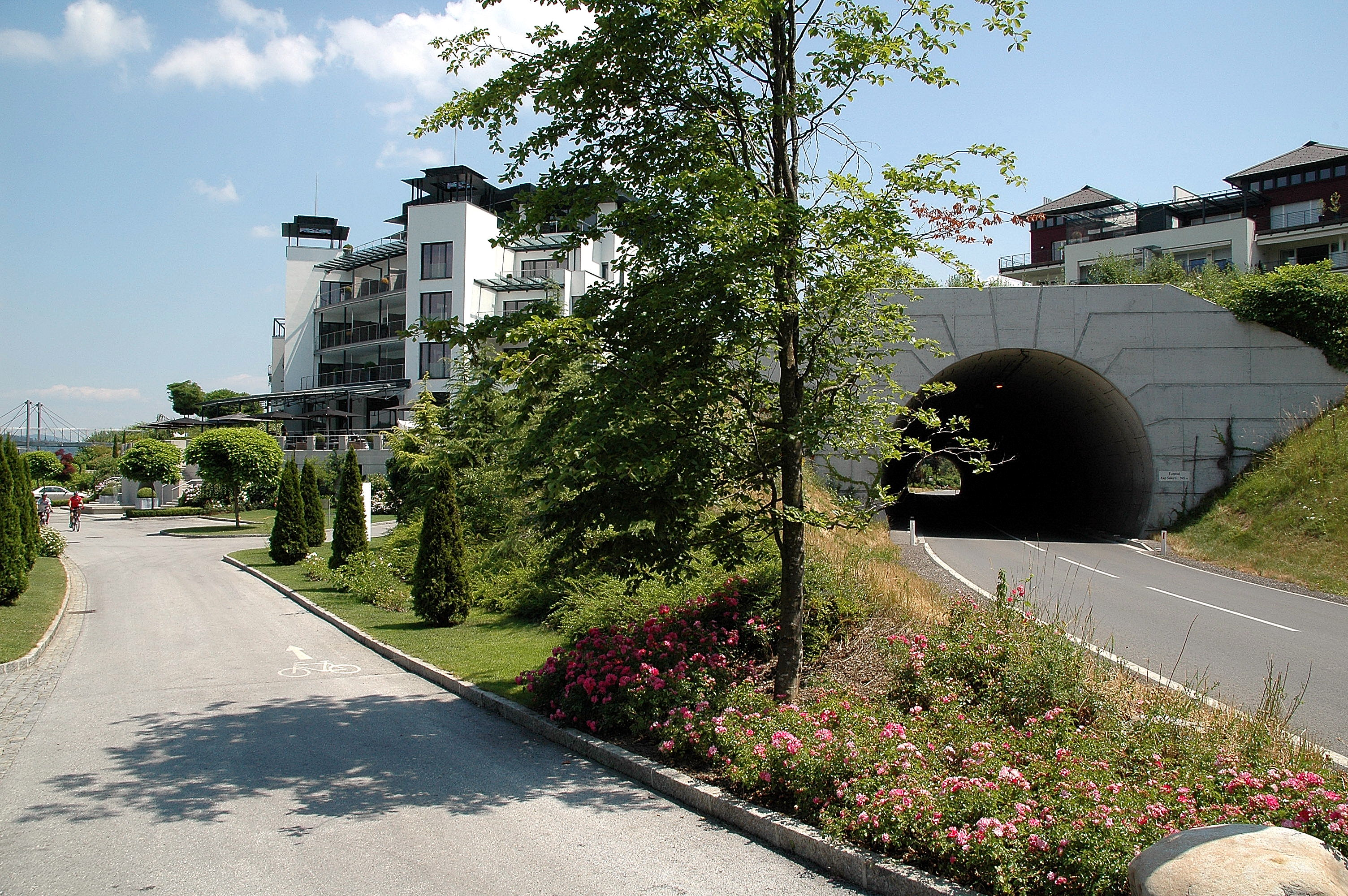
Kap Sekirn mit Wohnanlagen und Straßentunnel

Sekirn (slow. Sekira) ist ein Ort am Südufer des Wörthersees in Kärnten. Er ist ein Teil der Gemeinde Maria Wörth und zählt 273 Einwohner (Stand 2024).

## Filialkirche hl. Hubertus
Der in den Jahren 1976/77 als Mausoleum für Helmut Horten errichtete römisch-katholische Kirchenbau in der heutigen Helmut-Horten-Straße 959/2 entstand unter der Leitung von Werner Rapatz. Über einem rechteckigen Grundriss erhebt sich ein zeltartiger Bau mit einem freistehenden Glockenturm. An der Giebelwand sticht ein Sgraffito des Heiligen Hubertus von den Künstlern Thaddäus und Cornelius Kolig ins Auge. Im Inneren befindet sich ein Hängekreuz von Werner Lössl. Die Glocke kommt aus der Karlsruher Glockengießerei Bachert. Am 24. Juni 2022 wurde hier Heidi Horten beigesetzt.

## Villa Siegel
Die ehemalige Villa Mahler steht im steilen Ufergelände am Wörthersee-Südufer (Wörthersee-Süduferstraße 23). Architekt Friedrich Theuer plante diese Sommerresidenz für den Komponisten Gustav Mahler, die in den Jahren 1900 und 1901 errichtet wurde. In einer für den Villenbau an der Wende des 19. zum 20. Jahrhundert typischen Formensprache hat das Bauwerk eine seeseitige Loggia und ein steiles Krüppelwalmdach. Mahler bewohnte diesen Sommersitz bis zum tragischen Tod seiner Tochter 1907 und die Villa weist heute noch eine fast vollständig erhaltene Ausstattung der Erbauungszeit auf. Ebenso wie das „Komponierhäuschen“ ist auch dieses Objekt aufs engste mit Mahlers künstlerischer Tätigkeit verbunden.

## Kap Sekirn
Seit 2003 gibt es am Kap anstelle des alten Hotels Korotan neue luxuriöse Residenz- und Wohnanlagen, welche von der Kärntner Bauträgerfamilie Lanner errichtet wurden. Auch die Straße wurde in einen 145 Meter langen Tunnel verlegt, der unter den neuen Objekten hindurchführt.

## Schloss Sekirn
Schloss Sekirn (ehemals Schloss Fürst Windischgraetz) befand sich bis zu ihrem Tod 2022 im Privatbesitz von Heidi Horten. Das Schloss liegt direkt am Seeufer des Wörthersees. Die Salons für Empfänge der Fürst und Fürstin befanden sich im Parterre, Herrschaftsräume im ersten Stock und Bedienstete waren im zweiten Stock untergebracht. Helmut Horten ließ das Obergeschoß abreißen und baute das Schloss nach seinen Vorstellungen um, so dass heute die ursprüngliche Bausubstanz kaum erkennbar ist.

## Wiener Sängerknaben
In Sekirn befindet sich das Sommerferienheim der Wiener Sängerknaben. Buben des weltberühmten Wiener Knabenchors halten sich im Sommer hier auf, um die Programme für die Herbsttourneen einzustudieren. Die großzügige Anlage verfügt über Sportanlagen und einem eigenen Seezugang. Das Ferienheim selbst befindet sich oberhalb des Sees im Sekirner Waldgebiet. Bis 1998 wurde jährlich während der Sommermonate nicht nur der Internatsbetrieb, sondern auch die Leitung und Verwaltung des Knabenchors ebenfalls von Wien nach Sekirn verlegt.
Der seit Ende der 1950er Jahre bestehende Besitz soll in näherer Zukunft modernisiert und intensiver und ganzjährig genutzt werden. Ein Badekulturhaus für öffentliche Veranstaltungen ist angedacht, Badebetrieb wird nicht ausgeschlossen, benötigt jedoch Infrastruktur und Bademeister. Kooperationen für Inhalt und Finanzierung werden mit Stand Juli 2019 gesucht.